# Hippolyte Simonet
Hyppolite Simonet, né le 17 mai 1858 à Guéret (Creuse) et mort le 13 août 1922 à Saint-Chabrais (Creuse), est un homme politique français.

## Biographie
Avocat en 1887, il est magistrat entre 1889 et 1903. Il est député de la Creuse de 1903 à 1912, inscrit au groupe radical-socialiste. Il est sénateur de la Creuse de 1912 à 1922, inscrit au groupe de la Gauche démocratique. Il s'intéresse aux métiers d'arts et aux Beaux-Arts, puis après la guerre, au sort des familles ayant perdu des enfants à la guerre.
Il est l'un des douze secrétaires du comité exécutif du Parti républicain, radical et radical-socialiste en 1905.

## Sources
- « Hippolyte Simonet », dans le Dictionnaire des parlementaires français (1889-1940), sous la direction de Jean Jolly, PUF, 1960 [détail de l’édition]

## Liens  externes
- Ressources relatives à la vie publique :   - Sénat
  - Base Sycomore